# Ängasjön (Torups socken, Halland)
Ängasjön är en sjö i Hylte kommun i Halland och ingår i Fylleåns huvudavrinningsområde. Sjöns area är 0,01 kvadratkilometer och den befinner sig 165 meter över havet.